# Raymond Louis Wilder
Raymond Louis Wilder (* 3. November 1896 in Palmer, Massachusetts; † 7. Juli 1982 in Santa Barbara, Kalifornien) war ein US-amerikanischer Mathematiker und Mathematikphilosoph.

## Leben
Wilder, in seiner Jugend musikalisch interessiert (er spielte Kornett bei Tanzveranstaltungen und Klavier im Stummfilmkino) studierte ab 1914 an der Brown University, wo er nach einer Unterbrechung durch Dienst in der US Navy im Ersten Weltkrieg, 1921 seinen Master-Abschluss in Versicherungsmathematik machte. Im selben Jahr heiratete er, aus der Ehe gingen vier Kinder hervor. 1923 promovierte er bei Robert Lee Moore an der University of Texas at Austin in Topologie (Concerning Continuous Curves), der erste einer langen Reihe von Doktoranden von Moore in Austin. 1924 wurde er Assistant Professor an der Ohio State University und war ab 1926 an der University of Michigan in Ann Arbor, wo er 1947 Professor wurde. 1967 ging er dort in den Ruhestand, unterrichtete aber gelegentlich noch an der University of California at Santa Barbara.
Wilder war von 1950 bis 1951 Vizepräsident der American Mathematical Society, deren Gibbs Lecturer er 1969 war. 1965/66 war er Präsident der Mathematical Association of America, deren Distinguished Service Medal er 1973 erhielt. Seit 1963 war er Mitglied der National Academy of Sciences. Er war Ehrendoktor der Brown University und der University of Michigan. 1950 hielt er einen Plenarvortrag auf dem Internationalen Mathematikerkongress (ICM) in Cambridge (Massachusetts) (The cultural basis of mathematics).
Zu seinen Doktoranden zählt Joseph R. Shoenfield.

## Werk
Wilder arbeitete zunächst in der Topologie von Punktmengen (insbesondere über das Schoenflies-Programm, das sich um Beweise dafür dreht, dass (n-1)-Sphären im euklidischen Raum n-Bälle umschließen, und Positions-Invarianten von Punktmengen in der Ebene und auf der 2-Sphäre), wandte sich dann aber der algebraischen Topologie zu. 1949 erschien sein Lehrbuch Topology of Manifolds. Später wandte er sich der Philosophie der Mathematik zu und ihren anthropologischen (Wilder war sehr an der indianischen Kultur im Südwesten der USA interessiert) und kulturgeschichtlichen Grundlagen, z. B. in seinem Vortrag auf dem ICM 1950 The cultural basis of mathematics und in seinem Buch Introduction to the foundations of mathematics (1952). 1969 erschien sein Buch Evolution of mathematical concepts – an elementary study und 1981 sein Buch Mathematics as a cultural system.
Wilder erkannte die Bedeutung verallgemeinerter Mannigfaltigkeiten (im Sinn der geometrischen Topologie) für die Erweiterung von Sätzen vom Jordan-Schoenflies-Typ von zwei auf höhere Dimensionen. Unmittelbar verallgemeinern lassen sie sich nicht (Gegenbeispiel Alexander-Sphäre von J. Alexander in drei Dimensionen). Verallgemeinerte Mannigfaltigkeiten bilden einen übergeordneten Rahmen, der es erlaubt, besondere Eigenschaften von topologischen Mannigfaltigkeiten (das heißt solche, die lokal homöomorph zu euklidischen Räumen sind) zu diskutieren, insbesondere deren Charakterisierung unabhängig von Homöomorphismen. Sie werden in der geometrischen Topologie definiert als lokal kompakte Hausdorff-Räume, die euklidische Nachbar-Retrakte sind (das heißt es gibt eine Einbettung der verallgemeinerten Mannigfaltigkeit X in einen {\displaystyle \mathbb {R} ^{m}} so dass X Retrakt einer offenen Teilmenge U des {\displaystyle \mathbb {R} ^{m}} ist) und außerdem Z-Homologie n-Mannigfaltigkeiten (das heißt die Homologiegruppen über {\displaystyle \mathbb {Z} } in der Umgebung jedes Punktes sind die des {\displaystyle \mathbb {R} ^{n}}, wobei {\displaystyle n} die Dimension ist).